# Belisarius vraagt om een aalmoes
Belisarius vraagt om een aalmoes (Frans: Bélisaire demandant l'aumône) is een schilderij van Jacques-Louis David uit 1780. Het was het eerste belangrijke neoclassicistische  schilderij van de kunstenaar en had een groot succes op de salon van 1781. Sinds 1863 maakt het deel uit van de collectie van het Museum voor Schone Kunsten in Rijsel.

## Geschiedenis
David begon na zijn terugkeer uit Rome in 1780 aan Belisarius vraagt om een aalmoes. Hij hoopte dat het schilderij goedgekeurd zou worden door de academie. Op 24 augustus 1781 volgde deze agrément met unanieme instemming. Hiermee kreeg de schilder de mogelijkheid om werken tentoon te stellen op de salon van 1781, de eerste waaraan hij mocht deelnemen. Het schilderij oogstte er veel succes. Diderot liet er zich positief over uit ("Deze jonge man laat grote stijl in zijn werk zien, hij heeft karakter, zijn gezichten zijn expressief zonder aanstellerij, zijn houdingen zijn nobel en naturel"), al had hij ook kritiek ("Zijn kleurgebruik is goed zonder briljant te zijn").
In oktober 1786 verkoopt David het werk aan Clemens Wenzeslaus van Saksen, de laatste keurvorst van Trier. In de roerige jaren na de revolutie wisselt het regelmatig van eigenaar. Zo hebben Kardinaal Fesch en Lucien Bonaparte het korte tijd in bezit. Deze laatste schenkt het aan zijn moeder Maria Laetitia. Zij verkoopt het in 1829 aan John Talbot, de zestiende graaf van Shrewsbury. Na zijn overlijden in 1852 krijgt het schilderij in Engeland nog een aantal keer een nieuwe eigenaar, voor het museum in Rijsel het in 1863 kan verwerven door tussenkomst van de Parijse kunsthandelaar M. Meffre.
In 1784 maakte David een kleinere en licht gewijzigde versie voor de Comte d'Angiviller, directeur van de gebouwen van de koning. Dit schilderij werd tijdens de revolutie in beslag genomen en sinds 1793 tentoongesteld in het Louvre.

## Voorstelling
Op het schilderij is de Byzantijnse generaal Belisarius te zien die de Vandalen in Noord-Afrika en de Ostrogoten in Italië versloeg in dienst van keizer Justinianus I. In 562 werd hij beschuldigd van hoogverraad en gevangengezet. Volgens een legende die vanaf de tiende eeuw verspreid raakt, werden daarbij zijn ogen uitgestoken. Hoewel dit verhaal onjuist is, een jaar na zijn veroordeling werd Belisarius weer in genade aangenomen, diende het kunstenaars sporadisch tot inspiratie. Het werd vooral populair in Frankrijk in de jaren voor de revolutie door de roman Bélisaire (1767) van Jean-François Marmontel.  Naast de moraal dat roem en voorspoed vergankelijk zijn, sprak de kritiek op een ondankbare heerser die in het werk naar voren komt, erg aan. David kreeg in Rome een exemplaar van de roman van de schilder Jean-François-Pierre Peyron, die zelf ook aan een schilderij over het onderwerp werkte. 
Hoewel in de roman van Marmontel niet wordt vermeld dat Belisarius tot de bedelstaf veroordeeld was, laat David Belisarius als een gevallen held zien, oud en blind, bedelend op straat. Hij is in het gezelschap van een jong kind dat een helm voor de aalmoezen ophoudt. Iets verderop herkent een van zijn voormalige soldaten tot zijn grote verbazing de oude man. De inscriptie op een steenblok rechtsonder, Date Obulum Belisario (Geef de obool aan Belisarius), verduidelijkt de thematiek van het schilderij. Tegen dit blok staat ook de staf waarmee de generaal zijn weg moet zoeken.
Het thema medelijden is duidelijk aanwezig in het werk. De horizontaal uitgestrekte handen van de drie personages brengen dit het best tot uitdrukking. Een hand bedelt, de tweede geeft en de laatste ontvangt. David plaatst de scene in een antiek decor dat als een theater aandoet. 

## Afbeelding

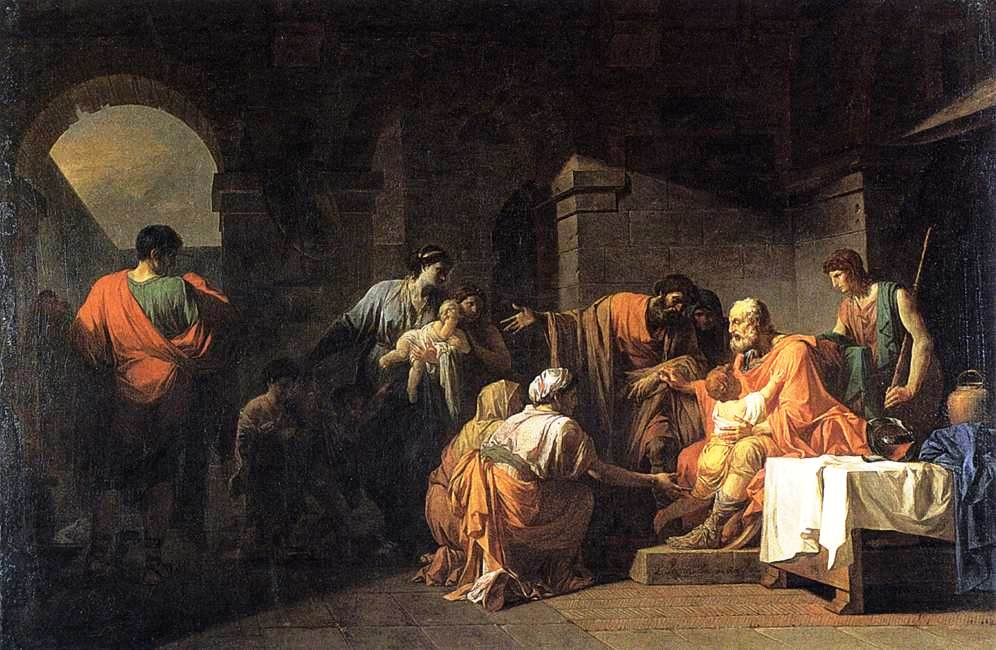
Belisarius gastvrij ontvangen door een boer - Jean-François-Pierre Peyron